# Uhlstädt-Kirchhasel

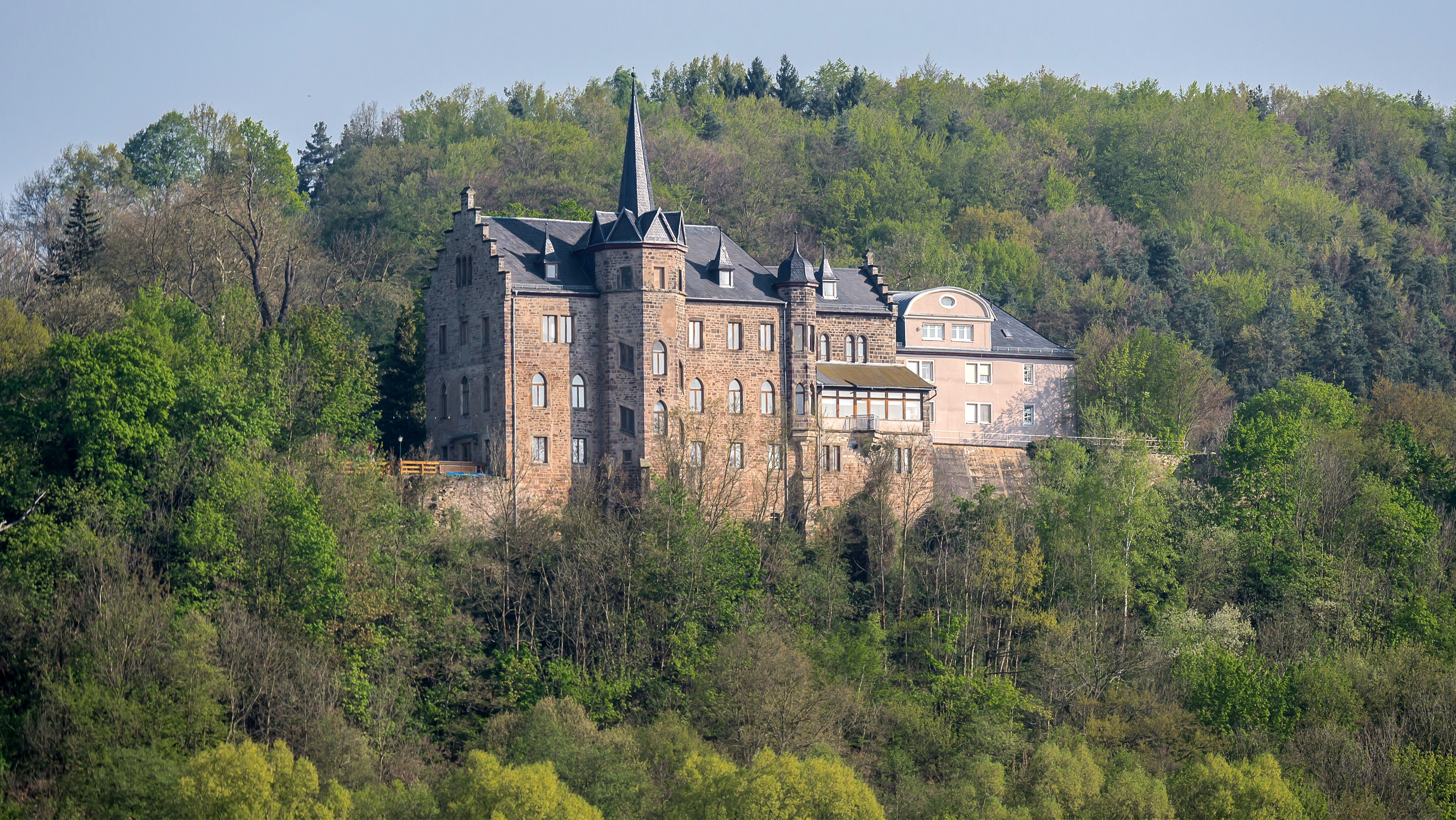
Weißenburg

Uhlstädt-Kirchhasel ist eine Gemeinde im Landkreis Saalfeld-Rudolstadt in Thüringen.

## Geografie
Uhlstädt-Kirchhasel war bis 2018 die flächenmäßig größte Gemeinde im Landkreis Saalfeld-Rudolstadt. Sie nimmt den nordöstlichen Teil des Kreises ein. Im Süden der Gemeinde liegt das Tal der Saale, in dem die Ortsteile Catharinau, Kolkwitz, Weißen, Rückersdorf und Niederkrossen (rechtes Ufer) sowie Kirchhasel, Etzelbach, Uhlstädt und Zeutsch (linkes Ufer) liegen. Alle weiteren Ortsteile liegen auf der Ilm-Saale-Platte nördlich des Saaletals verstreut. Die westlichen Ortsteile grenzen an die Stadt Rudolstadt und sind somit für Wohn- und Gewerbeflächen attraktiver als die anderen Orte der Gemeinde. Die höchsten Berge im Gemeindegebiet erreichen Höhen von bis zu 450 Metern, während die Höhe im Saaletal rund 190 Meter beträgt.

### Ortsteile(Stand: 31. Dezember 2010)
| Ortsteil      | Einwohner |
| ------------- | --------- |
| Beutelsdorf   | 155       |
| Catharinau    | 361       |
| Clöswitz      | 37        |
| Dorndorf      | 118       |
| Engerda       | 322       |
| Etzelbach     | 412       |
| Großkochberg  | 547       |
| Heilingen     | 223       |
| Kirchhasel    | 587       |
| Kleinkochberg | 55        |
| Kleinkrossen  | 48        |

| Ortsteil      | Einwohner |
| ------------- | --------- |
| Kolkwitz      | 182       |
| Kuhfraß       | 129       |
| Mötzelbach    | 87        |
| Naundorf      | 55        |
| Neusitz       | 107       |
| Niederkrossen | 261       |
| Oberkrossen   | 139       |
| Oberhasel     | 94        |
| Partschefeld  | 114       |
| Röbschütz     | 97        |
| Rödelwitz     | 84        |

| Ortsteil    | Einwohner |
| ----------- | --------- |
| Rückersdorf | 147       |
| Schloßkulm  | 63        |
| Schmieden   | 52        |
| Teichweiden | 182       |
| Uhlstädt    | 884       |
| Unterhasel  | 7         |
| Weißbach    | 108       |
| Weißen      | 272       |
| Weitersdorf | 11        |
| Zeutsch     | 326       |

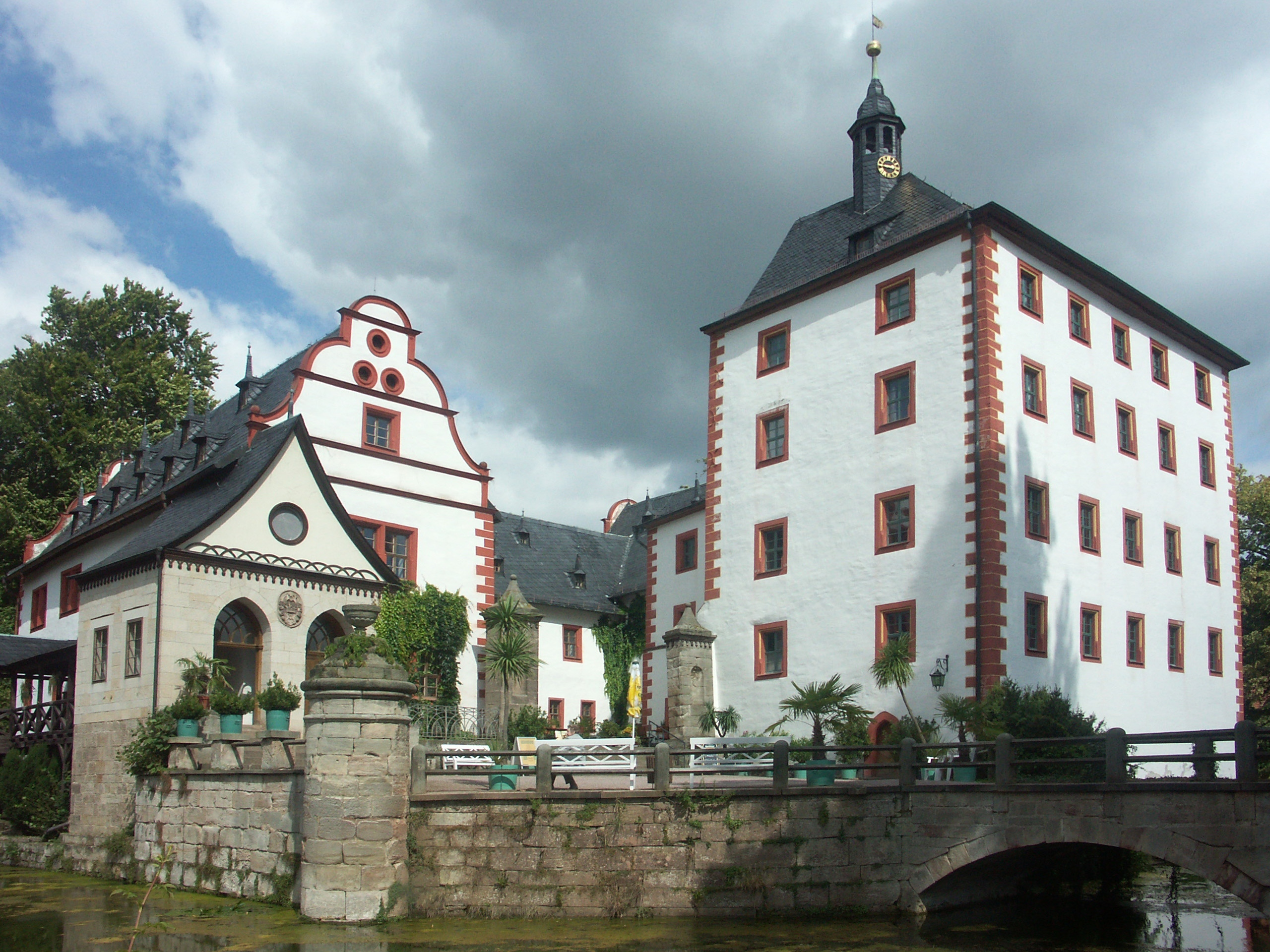
Schloss Kochberg

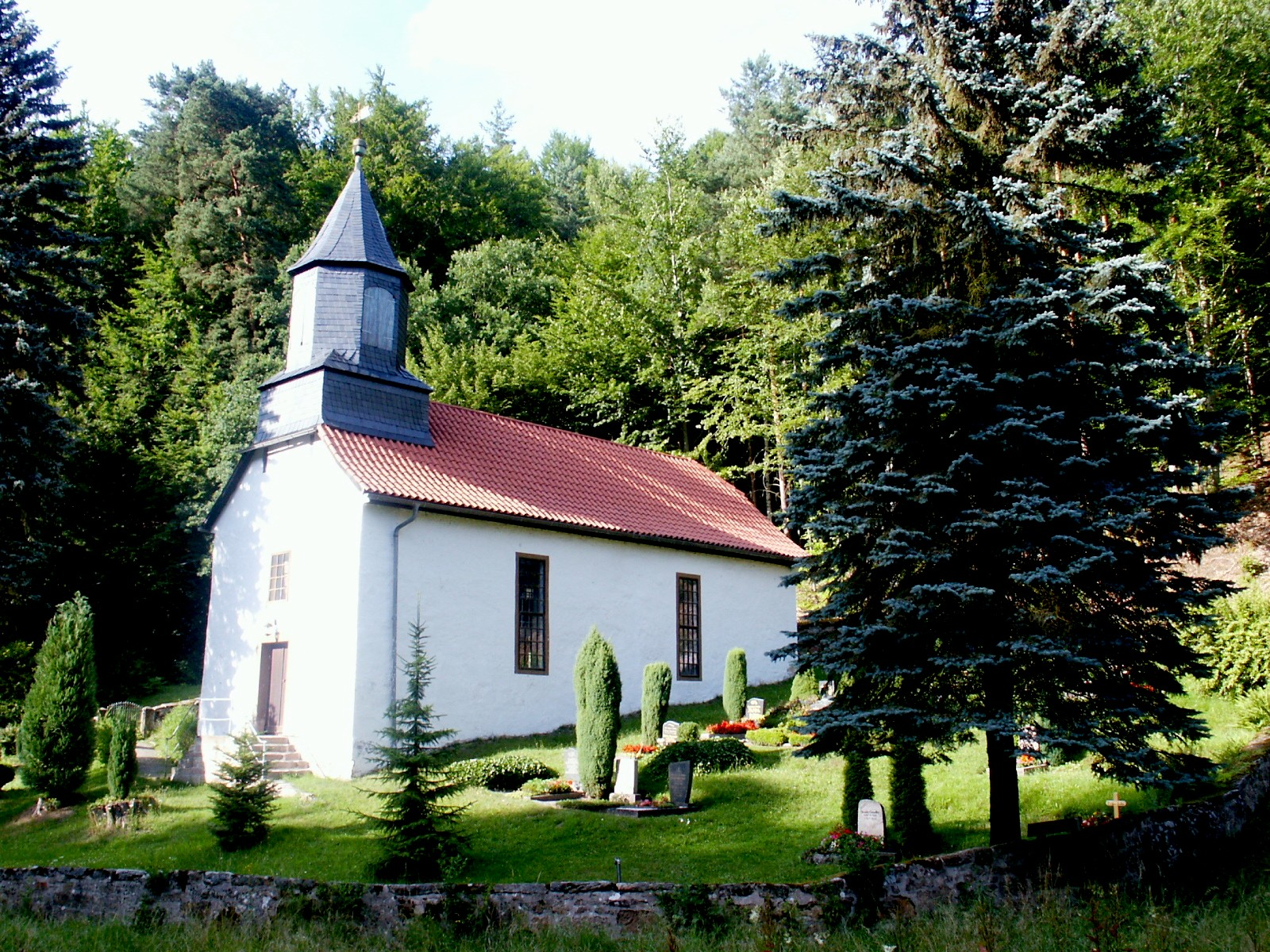
Kirche in Weißbach

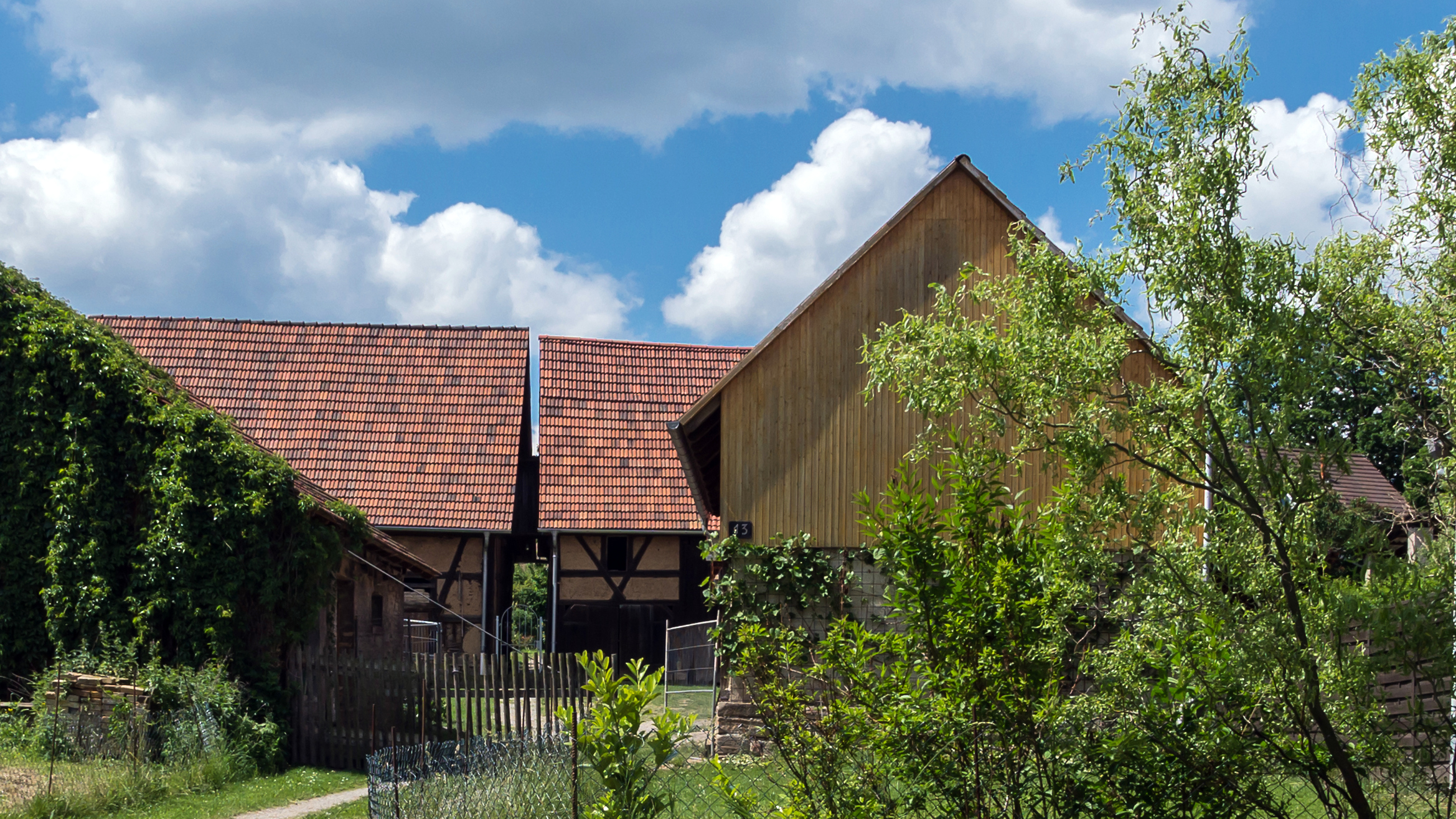
Gehöft in Kolkwitz

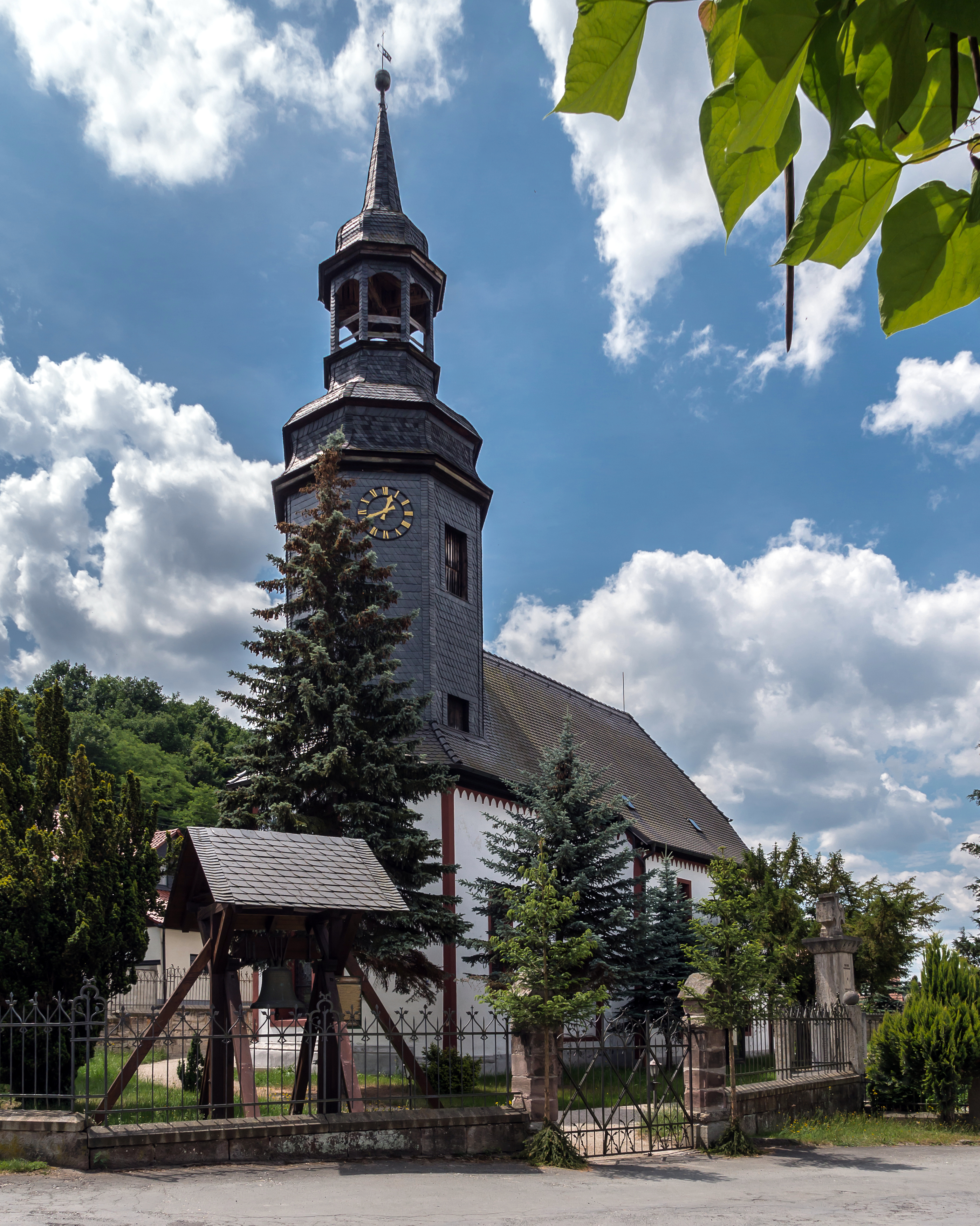
Kirche in Niederkrossen

Außerdem liegt die 1850 verlassene heutige Wüstung Töpfersdorf in der Gemeindeflur.

## Geschichte
In Kuhfraß gab es ein Gut derer von Kochberg. Es wurde 1825 durch James Patrick Parry, den Ehemann von Luise von Stein, übernommen. Dieser ließ von 1835 bis 1838 das Jagdschloss Hirschhügel bauen. 1892 erbte Graf Henckel von Donnersmarck den Besitz. Im „Neuen Haus“ wurde 1941 ein Kinderlandheim eingerichtet. 1945 erfolgte die entschädigungslose Enteignung von Schloss und Gut. Das Schloss wurde Altersheim und psychiatrische Einrichtung, jetzt (2010) ist es Altenheim eines Sozialwerks. 1994/1995 wurde noch erhaltenes mobiles Inventar an die Familie Henckel von Donnersmarck restituiert, die einen Dauerleihvertrag mit der Klassik Stiftung Weimar darüber abschloss. Darunter fielen Gemälde, Grafiken, Kunstgegenstände, Möbel und 39 Goethe-Handzeichnungen.

### Eingemeindungen
Die Gemeinde Uhlstädt-Kirchhasel entstand am 1. Juli 2002 durch den freiwilligen Zusammenschluss von zunächst elf bis dahin selbständigen Gemeinden, die mit Ausnahme von Kirchhasel alle der Verwaltungsgemeinschaft Uhlstädt angehörten. Am 1. Dezember 2007 wurden die Gemeinden Großkochberg und Heilingen eingegliedert, für die Uhlstädt-Kirchhasel bereits erfüllende Gemeinde war.
| Ehemalige Gemeinde | Datum            | Anmerkung                       |
| ------------------ | ---------------- | ------------------------------- |
| Beutelsdorf        | 1. Juli 20020    |                                 |
| Catharinau         | 9. April 1994    | Eingemeindung nach Kirchhasel   |
| Dorndorf           | 1. Juli 2002     |                                 |
| Engerda            | 1. Juli 2002     |                                 |
| Etzelbach          | 9. April 1994    | Eingemeindung nach Kirchhasel   |
| Großkochberg       | 1. Dezember 2007 |                                 |
| Heilingen          | 1. Dezember 2007 |                                 |
| Kirchhasel         | 1. Juli 2002     |                                 |
| Kleinkochberg      | 9. April 1994    | Eingemeindung nach Großkochberg |
| Kleinkrossen       | 1922             | Eingemeindung nach Uhlstädt     |
| Kolkwitz           | 9. April 1994    | Eingemeindung nach Kirchhasel   |
| Kuhfraß            | 1. Juli 1950     | Eingemeindung nach Kirchhasel   |
| Mötzelbach         | 30. Juni 1994    | Eingemeindung nach Kirchhasel   |
| Naundorf           | 1. Januar 1957   | Eingemeindung nach Kirchhasel   |
| Neusitz            | 9. April 1994    | Eingemeindung nach Kirchhasel   |
| Niederkrossen      | 1. Juli 2002     |                                 |
| Oberhasel          | 1. Juli 1950     | Eingemeindung nach Kirchhasel   |
| Oberkrossen        | 1922             | Eingemeindung nach Uhlstädt     |
| Partschefeld       | 1. Dezember 1972 | Eingemeindung nach Uhlstädt     |
| Röbschütz          | 1. Juli 1950     | Eingemeindung nach Heilingen    |
| Rödelwitz          | 1. Juli 2002     |                                 |
| Rückersdorf        | 1922             | Eingemeindung nach Uhlstädt     |
| Schloßkulm         | 1. Juli 2002     |                                 |
| Schmieden          | 1. Juli 2002     |                                 |
| Teichweiden        | 1. Juli 2002     |                                 |
| Uhlstädt           | 1. Juli 2002     |                                 |
| Zeutsch            | 1. Juli 2002     |                                 |

### Einwohnerentwicklung
Entwicklung der Einwohnerzahl (31. Dezember):
| - 2002: 5766 - 2003: 5757 - 2004: 5743 - 2005: 5718 - 2006: 5636 (mit Eingemeindungen 6637)0 - 2007: 6590 - 2008: 6482 - 2009: 6380 - 2010: 6347 | - 2011: 62200 - 2012: 6177 - 2013: 5984 - 2014: 5952 - 2015: 5955 - 2016: 5921 - 2017: 5865 - 2018: 5807 - 2019: 5729 - 2020: 5642 | - 2021: 55950 - 2022: 5505 - 2023: 5514 |

Datenquelle: Thüringer Landesamt für Statistik

## Politik

### Gemeinderat
Die Wahl zum Gemeinderat am 26. Mai 2019 ergab folgende Sitzverteilung:
| Partei/Liste | Sitze   |
| ------------ | ------- |
| Freie Wähler | 4 (− 2) |
| CDU          | 4 (± 0) |
| LINKE        | 3 (− 1) |
| BfL 1        | 3 (± 0) |
| SPD          | 2 (− 1) |
| AfD          | 4 (+ 4) |

### Bürgermeister
Hauptamtlicher Bürgermeister der Gemeinde ist seit dem 8. Oktober 2020 Frank Dietzel (Die Linke). Er setzte sich bei der Bürgermeisterwahl 2020 in der Stichwahl am 12. Juli 2020 mit 50,4 % der abgegebenen gültigen Stimmen durch. Zuvor waren von 2002 bis 2014 Peter Schröter und von 2014 bis 2020 Toni Hübler (CDU) Bürgermeister von Uhlstädt-Kirchhasel. 

### Wappen
Blasonierung: „Geviert; Feld 1: Grün, Feld 2 bis 4: Silber; Feld 1 eine herschauende silberne Eule mit ausgebreiteten Flügeln, Feld 2 und 3: je drei grüne Lilien, Feld 4: ein grüner Haselnussstrauch mit sechs Blättern und zwei Früchten auf einem grünen, mit silbern bordierten, blauen Wellenbalken belegten Grund.“

## Kultur und Sehenswürdigkeiten

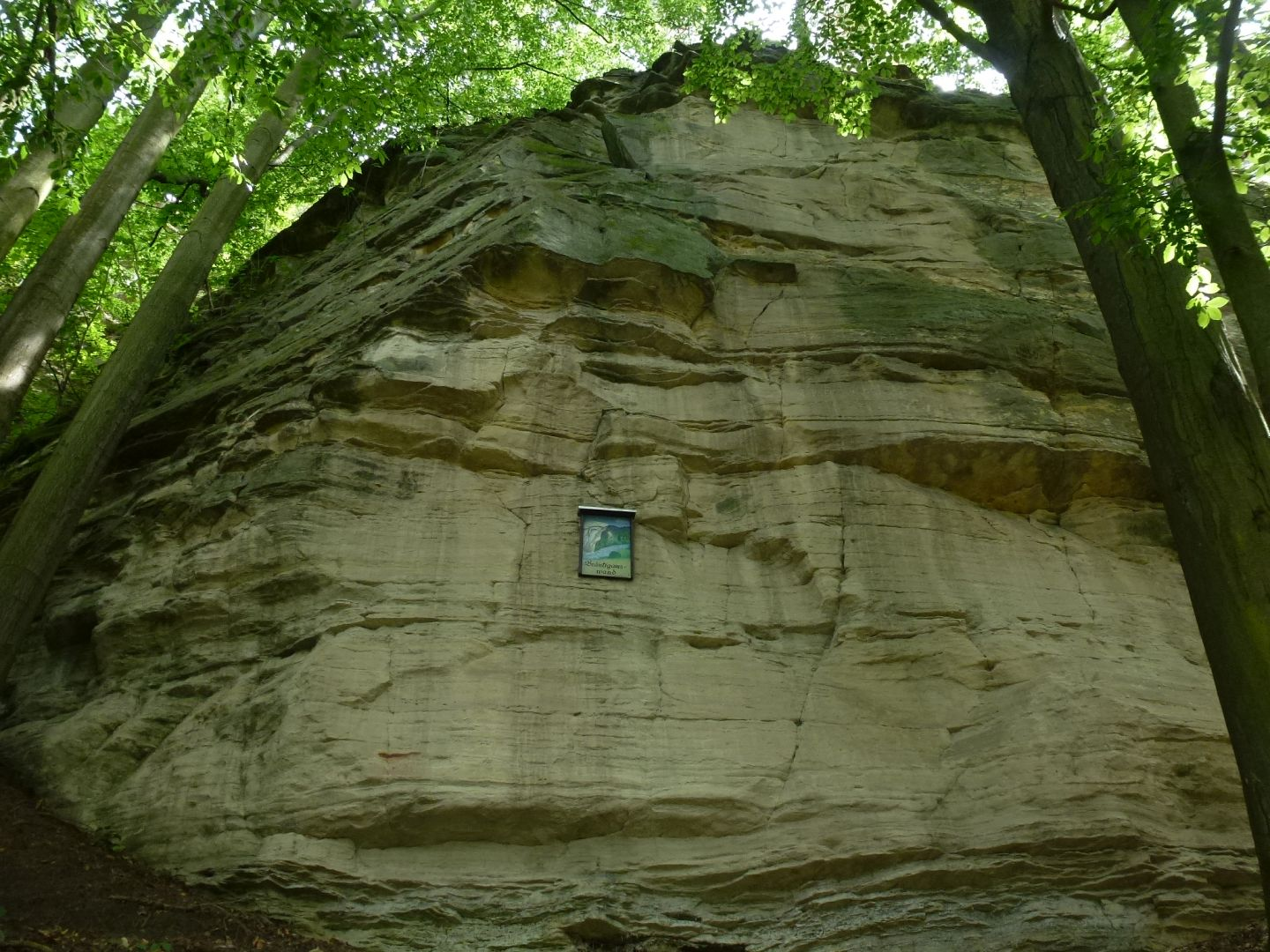
Saalleitenweg mit Bräutigamswand

Besondere Erwähnung verdienen das Schloss Kochberg und die Burg Weißenburg.
Teile der Dorfkirche Uhlstädt stammen aus dem 12. Jahrhundert.
Im Zentrum des Ortsteils Zeutsch erinnert in einer Parkanlage in der Nähe des Kindergartens seit 1985 eine Stele an die KZ-Häftlinge, die bei einem Todesmarsch aus einem der Außenlager des KZ Buchenwald durch den Ort getrieben wurden.
Der Saaleradweg führt durch die Gemeinde, ebenso der 6 km lange Saalleitenweg. Im Südosten der Gemeinde beginnt das Naturschutzgebiet Uhlstädter Heide.
Die Talsperre Engerda südöstlich des Ortsteils Engerda ist ein beliebter Angelsee.

## Wirtschaft und Infrastruktur
Uhlstädt-Kirchhasel ist eine weitestgehend landwirtschaftlich geprägte Gemeinde. Dies gilt besonders für die nördlichen Ortsteile. Jene im Saaletal weisen teils auch kleinere Gewerbegebiete mit verschiedenen Industrien auf.
Die wichtigsten Straßenverbindungen auf dem Gemeindegebiet sind die Bundesstraße 88 (Rudolstadt–Jena), die im Saaletal durch die Ortsteile Kirchhasel, Etzelbach, Uhlstädt und Zeutsch verläuft, sowie die Landesstraße von Teichel im Westen nach Zeutsch im Osten für die nördlichen Gemeindeteile. Des Weiteren gibt es noch zahlreiche Kreis- und Gemeindestraßen, die alle Ortsteile erschließen. Haltepunkte der Saalbahn gibt es in Zeutsch und Uhlstädt. Seit Dezember 2017 fielen die Fernverkehrshalte in Jena, Saalfeld und Naumburg durch die Eröffnung der Schnellfahrstrecke Eltersdorf–Leipzig weitestgehend weg, dadurch ist die nächste Stadt mit regelmäßigem Fernverkehr Erfurt, welche man über Jena-Göschwitz mit einem Umstieg in gut 75 Minuten erreichen kann.

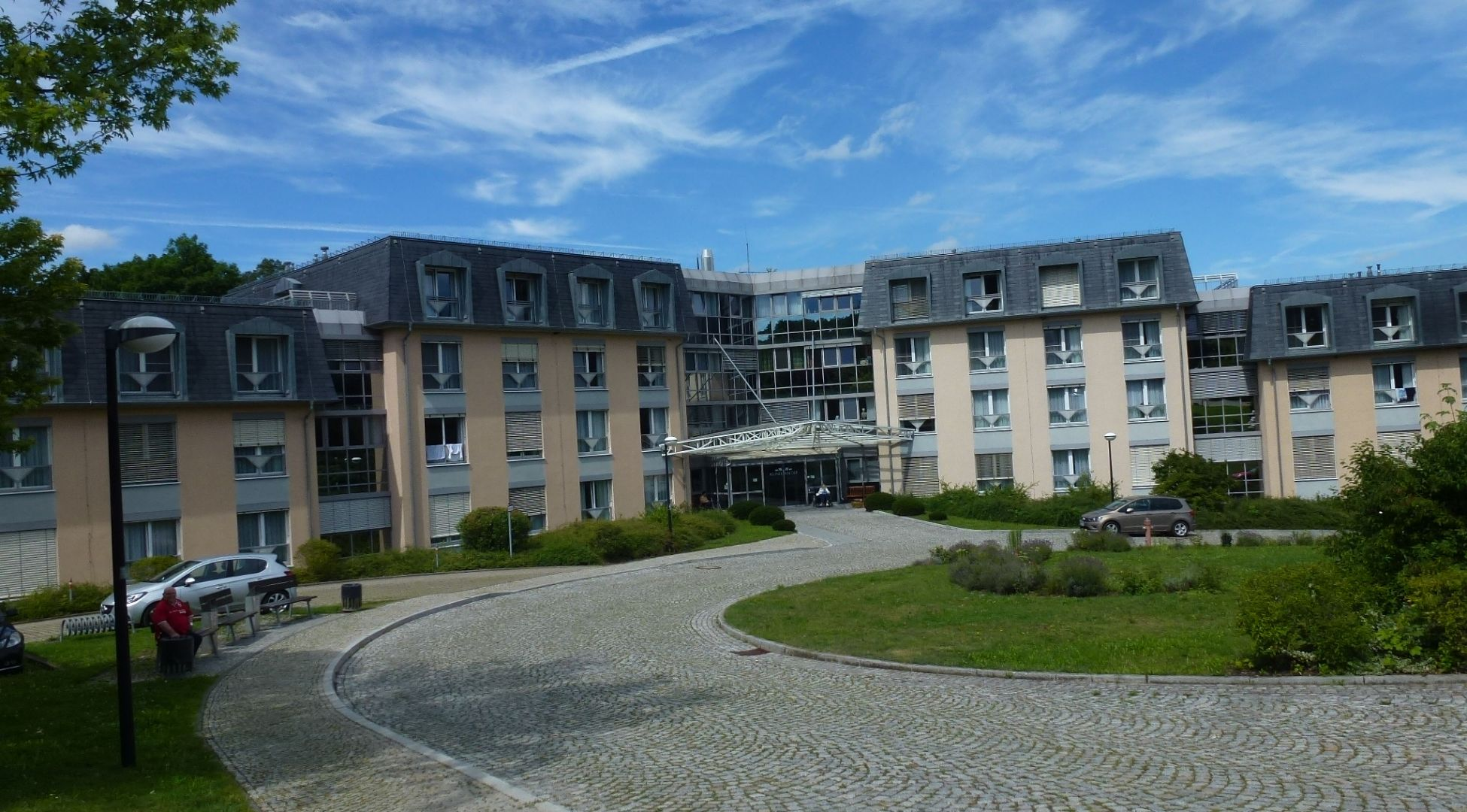
Klinik an der Weißenburg

Die Klinik an der Weißenburg ist der wichtigste Arbeitgeber der Gegend.

## Persönlichkeiten
- Christian Sigismund Voigt (18. Jh.), Orgelbauer
- Johanna Isabella Eleonore von Wallenrodt (1740–1819), Schriftstellerin
- Marthe Renate Fischer (1851–1925), Schriftstellerin
- Gerhard Bohne (1895–1977), im Ortsteil Zeutsch geborener evangelischer Religionspädagoge und Hochschullehrer
- Gerhard Fickel (1920–1990), Chefarzt der Tbc-Heilstätte Weißeneck-Weißenburg-Etzelbach